# العلاقات الغانية الهندوراسية
العلاقات الغانية الهندوراسية هي العلاقات الثنائية التي تجمع بين غانا وهندوراس.

## مقارنة بين البلدين
هذه مقارنة عامة ومرجعية للدولتين:
| وجه المقارنة                                              | غانا         | هندوراس          |
| --------------------------------------------------------- | ------------ | ---------------- |
| المساحة (كم2)                                             | 238.53 ألف   | 112.49 ألف       |
| عدد السكان (نسمة)                                         | 26.91 مليون  | 9.27 مليون       |
| الكثافة السكانية (ن./كم²)                                 | 112.82       | 82.41            |
| العاصمة                                                   | أكرا         | تيغوسيغالبا      |
| اللغة الرسمية                                             | لغة إنجليزية | اللغة الإسبانية  |
| العملة                                                    | سيدي غاني    | لمبيرة هندوراسية |
| الناتج المحلي الإجمالي (بليون دولار)                      | 47.33 مليار  | 22.98 مليار      |
| الناتج المحلي الإجمالي (تعادل القوة الشرائية) بليون دولار | 115.41 مليار | 41.14 مليار      |
| الناتج المحلي الإجمالي الاسمي للفرد دولار أمريكي          | 1.37 ألف     | 2.53 ألف         |
| الناتج المحلي الإجمالي للفرد دولار أمريكي                 | 4.08 ألف     | 4.91 ألف         |
| مؤشر التنمية البشرية                                      | 0.579        | 0.606            |
| رمز المكالمات الدولي                                      | +233         | +504             |
| رمز الإنترنت                                              | .gh          | .hn              |
| المنطقة الزمنية                                           | 00           | 00               |

## منظمات دولية مشتركة
يشترك البلدان في عضوية مجموعة من المنظمات الدولية، منها:
| علم المنظمة | اسم المنظمة                               | تاريخ انضمام غانا | تاريخ انضمام هندوراس |
| ----------- | ----------------------------------------- | ----------------- | -------------------- |
|             | مؤسسة التنمية الدولية                     | 29 ديسمبر 1960    | 23 ديسمبر 1960       |
|             | يونسكو                                    | 11 أبريل 1958     | 16 ديسمبر 1947       |
|             | وكالة ضمان الاستثمار متعدد الأطراف        | 29 أبريل 1988     | 30 يونيو 1992        |
|             | الأمم المتحدة                             | 8 مارس 1957       | 17 ديسمبر 1945       |
|             | الفريق المعني برصد الأرض                  | ?                 | ?                    |
|             | الاتحاد البريدي العالمي                   | ?                 | ?                    |
|             | البنك الدولي للإنشاء والتعمير             | 20 سبتمبر 1957    | 27 ديسمبر 1945       |
|             | الاتحاد الدولي للاتصالات                  | 17 مايو 1957      | 27 أكتوبر 1925       |
|             | منظمة حظر الأسلحة الكيميائية              | ?                 | ?                    |
|             | مؤسسة التمويل الدولية                     | 3 أبريل 1958      | 20 يوليو 1956        |
|             | المركز الدولي لتسوية المنازعات الاستشارية | 14 أكتوبر 1966    | 16 مارس 1989         |
|             | منظمة التجارة العالمية                    | ?                 | ?                    |
|             | منظمة الشرطة الجنائية الدولية             | ?                 | ?                    |

## وصلات خارجية
- موقع وزارة الخارجية الغانية
- موقع وزارة الخارجية الهندوراسية